# Gradey Dick
Gradey Reed Dick (Wichita, 20 novembre 2003) è un cestista statunitense, professionista nella NBA con i Toronto Raptors.

## Carriera
Dopo aver trascorso una stagione con i Kansas Jayhawks, nel 2023 si dichiara per il Draft NBA, venendo selezionato con la tredicesima scelta assoluta dai Toronto Raptors.

## Statistiche

### College
| Anno      | Squadra         | PG | PT | MP   | TC%  | 3P%  | TL%  | RP  | AP  | PRP | SP  | PP   |
| --------- | --------------- | -- | -- | ---- | ---- | ---- | ---- | --- | --- | --- | --- | ---- |
| 2022-2023 | Kansas Jayhawks | 36 | 36 | 32,7 | 44,2 | 40,3 | 85,4 | 5,1 | 1,7 | 1,4 | 0,3 | 14,1 |
| Carriera  | Carriera        | 36 | 36 | 32,7 | 44,2 | 40,3 | 85,4 | 5,1 | 1,7 | 1,4 | 0,3 | 14,1 |

### NBA

#### Regular Season
| Anno      | Squadra         | PG  | PT | MP   | TC%  | 3P%  | TL%  | RP  | AP  | PRP | SP  | PP   |
| --------- | --------------- | --- | -- | ---- | ---- | ---- | ---- | --- | --- | --- | --- | ---- |
| 2023-2024 | Toronto Raptors | 60  | 17 | 21,1 | 42,5 | 36,5 | 86,3 | 2,2 | 1,1 | 0,6 | 0,0 | 8,5  |
| 2024-2025 | Toronto Raptors | 54  | 54 | 29,4 | 41,0 | 35,0 | 85,8 | 3,6 | 1,8 | 0,9 | 0,2 | 14,4 |
| Carriera  | Carriera        | 114 | 71 | 25,0 | 41,6 | 35,6 | 85,9 | 2,9 | 1,5 | 0,7 | 0,1 | 11,3 |

## Palmarès
- McDonald's All-American (2022)